# 歯科医官
歯科医官（しかいかん）とは、歯科医師の資格を有する陸・海・空自衛隊の幹部自衛官のこと。陸上自衛隊には約150名、海上自衛隊には約50名、航空自衛隊には約40名の歯科医官が所属している。

## 採用等

### 採用
自衛隊の医官は、大半が防衛医科大学校の卒業生であるが、同校は歯科医官（歯科医師）の養成は行っておらず、歯科医官は全て一般大学の歯学部出身者の中から試験により各自衛隊がそれぞれ採用する。
歯科幹部候補生として採用される場合と、即戦力としての歯科幹部採用がある。歯科幹部候補生は新卒者採用だけでなく、30歳未満であれば既卒者も対象となり、歯科幹部採用は認定医・専門医保有者との条件が付く場合が多い。

### 階級・昇任
歯科幹部候補生に採用されると、曹長の階級を指定される。幹部候補生学校の卒業時に2尉に任官するが、免許取得後4年経過している場合は卒業時に1尉に任官する。
なお、歯科幹部採用の医官・歯科医官は免許取得後の実務経験年数に応じて階級が定められる。通常は幹部候補生学校卒業時に2尉となり、以後2佐まではほぼ例外なく昇任する。また1佐以上の階級への昇任は狭き門である。
陸上自衛隊の場合、歯科医官の総員は約150名であるが、歯科医官の7割以上は2佐で占められている。また、陸幕衛生部には、海幕と空幕にある歯科衛生官という行政的な配置が存在しない。総合職の配置として病院副院長を歯科医官が兼ねる場合もある。
歯科医官で将官のポストは、自衛隊中央病院第一歯科部長（陸将補）一つのみである。海空には将官のポストはないが、海上自衛隊では、横須賀病院歯科診療部長を最後に退官した際に特別昇任で海将補に昇任したものが平成18年・25年・28年に存在する。

### 待遇
基本的には医官と同等に、俸給（歯科大卒：約24万円）に加えて約20〜40万円の初任給調整手当（医師・歯科医師の加算手当）が支給される。これは勤務地により金額が異なり、僻地の方が金額が高くなる。なお、免許取得後15年目よりこの手当ての金額は逓減されるが、本俸の昇給が一般の自衛官に比べて早いため（医官調整）、金額が減少することは基本的にない。ボーナス（勤勉手当）は、他の国家公務員と同様に年2回に分けて、俸給の約4.2か月分支給される。また、住居手当や通勤手当の支給もある。

## 教育体系

### 幹部候補生
歯科幹部候補生として採用されると、他の幹部候補生と同じく、陸海空の幹部候補生学校（陸自：久留米、海自：江田島、空自：奈良）で6週間の幹部自衛官としての基本教育が行われる。陸・空ではMDN区隊、海では医科歯科分隊と称する。歯科幹部採用の場合、陸・空では直接部隊配置となる場合もあるが、海上自衛隊では必ず幹部候補生学校に入校する。

### 歯科医官初任実務研修
歯科医官初任実務研修は2年間で、管理型の歯科医師臨床研修施設として、陸は自衛隊中央病院の歯科・口腔外科、海は自衛隊横須賀病院歯科診療部（歯科・口腔外科）、空は自衛隊入間病院歯科診療部（歯科）が厚生労働省に認可されている。2年間の臨床研修のうち、防衛医科大学校病院の歯科口腔外科と麻酔科（陸上自衛隊のみ自衛隊中央病院麻酔科）にて各3か月の研修が行われる。また、在日米軍の医療機関研修が実施されている。歯科医官初任実務研修が終了すると、日本各地の部隊に配置されるが、海上自衛隊の歯科医官は、初任実務研修後に続けて、米海軍横須賀病院において2か月間の研修を行っている。

### 通修
歯科医官は、専門分野の研修を目的として、週1日の通修（部外研修）が認められている。通修先は原則的に大学や国公立医療機関に限定されるため、特別な理由がない限り、公的な医療機関以外への通修は認められない。医科病院の歯科口腔外科で口腔外科を選択する者や歯科大学病院において希望する専門分野を学ぶことになる。また、全国転勤のため、地盤のない地域だと通修先を見つけるにも困難な場合もあるが、継続的に研修を受け入れる通修先も存在し、通修の実施率は高い。

### 部隊配属後の教育
部隊配属後の自衛隊全般の教育は、陸では衛生学校のBOC(Basic Officers course) 、AOC（Advanced officers course）、FOC、それに陸上自衛隊幹部学校CGSなどの選択肢がある事は、医官と全く変わりはない。海上自衛隊では自衛隊横須賀病院教育部の幹部医科歯科課程や海上自衛隊幹部学校の幹部特別課程等に入校する機会がある。また、海上の潜水医学実験隊の潜水医官養成課程と、航空の航空医学実験隊の航空医官養成課程は、歯科医官として入校することもできるが、歯科医官は潜水医官、航空医官として認められない。
初任実務研修が修了して部隊に配属されると、原則として週に1日の通修が認められる。この通修制度を利用しながら社会人大学院に通い、博士の学位を取得する者もいる。その他の教育としては、選抜となるが、2〜4年間の部外大学研修（国内留学）を利用し、認定医や専門医取得を目指すことができる。また、医官と同じく防衛医科大学校研究科は、基礎医学と歯科口腔外科、麻酔科に限り、歯科医官でも受験ができる。2006年（平成18年）には病理学講座（航空自衛隊から）、2008年（平成20年）には麻酔科（陸上自衛隊から）、口腔外科（海上自衛隊から）へ歯科医官が研究科に入学した。その他、国外留学できる制度や、海上自衛隊では在日米海軍病院における数か月間の研修機会がある。

## 職務
自衛隊病院又は医務室での歯科診療と健康管理が主な仕事となる。また、階級が上がるに従い、衛生隊長等の指揮官配置や各幕僚監部における行政配置も経験する。診療は保険診療の範囲内において、主に自衛隊員やその家族に対して診療を行い、一部の自衛隊病院では民間人も受診することができる。費用は自衛官については全額国費で賄われ、個人負担はない（「療養の給付」による）。自衛隊では保険診療が主体となるが、自衛隊病院では一部の保険外診療が患者の自己負担により実施できる制度がある。全ての保険外診療が自衛隊内で実施できないことは課題とされるが、隊員の職務に支障を来すような歯科的症状への治療は保険診療の範囲であり、また、そもそも全ての隊員が自衛隊内で治療を受けている訳ではなく、診療内容によって民間に紹介する等の診療連携がなされている。
自衛隊に歯科医官が必要な理由は、派遣行動中に隊員が歯科疾患を発症した場合の対処により、円滑な部隊運用を可能とすることであるが、その一方で、派遣前の平素からの健康管理によって派遣行動中の発症を予防することも、歯科医官にとって等しく重要な職務である。隊員は1年間に一度必ず健診を受ける他、派遣前には臨時の検診を受け、歯科疾患があれば適切な対処を講じている。